# Agneta Andersson
Agneta Monica Andersson (ur. 25 kwietnia 1961 w Karlskoga, zm. 8 października 2023 w Örebro) – szwedzka kajakarka. Wielokrotna medalistka olimpijska.
Na igrzyskach w Los Angeles w 1984 zdobyła trzy krążki: dwa złote i jeden srebrny. Pod nieobecność państw bloku wschodniego zwyciężyła m.in. w dwójce wspólnie z Anną Olsson. Na początku lat 90. zaczęła pływać z Susanne Gunnarsson i w 1992 wywalczyła srebrny, a cztery lata później złoty medal. Wielokrotnie stawała na podium mistrzostw świata (złoto w 1993). W 1996 została uhonorowana nagrodą Svenska Dagbladets guldmedalj.

## Starty olimpijskie (medale)
Los Angeles 1984
- K-1 500 m, K-2 500 m – złoto
- K-4 500 m – srebro

Barcelona 1992
- K-2 500 m – srebro
- K-4 500 m – brąz

Atlanta 1996
- K-2 500 m – złoto
- K-4 500 m – brąz